# Psylla vulpis
Psylla vulpis är en insektsart som beskrevs av Loginova 1964. Psylla vulpis ingår i släktet Psylla och familjen rundbladloppor. Inga underarter finns listade i Catalogue of Life.